# Phallus hadriani
Espèce
Synonymes
- Ithyphallus impudicus var. imperialis (Schulzer) De Toni[2]
- Ithyphallus impudicus var. iosmos (Berk.) De Toni[2]
- Phallus imperialis Schulzer[2]
- Phallus iosmos Berk.[2]

Phallus hadriani  est une espèce de champignons basidiomycètes de la  famille des Phallacées.